# Ачкасов, Алексей Николаевич
 Алексе́й Никола́евич Ачка́сов  (21 сентября 1870 — после  1925) — журналист, поэт, беллетрист. Сотрудничал в киевских периодических изданиях.

## Биография
Родился 21 сентября 1870 года в селе Троицкое Новооскольского уезда Курской губернии. Происходил из дворян Курской губернии. Среднее образование получил сначала в Первой Киевской, Курской, а затем в Первой Харьковской гимназии, где он окончил курс с золотой медалью в 1889 году.
Затем после окончания курса на медицинском факультете Московского университета в 1894 году служил в архиве министерства юстиции, с 1896 года в течение двух лет состоял земским врачом в Мценском земстве Орловской губернии, в 1899 и 1900 годах в Ново-Оскольском уезде Курской губернии, а с 1904 года в Тульском уезде.
В 1902—1903 гг сотрудничал в московском журнале «Семья», помещая там преимущественно литературные обозрения. В январском номере «Правды» за 1904 год поместил статью «Матерлинк, как драматург». Перевёл на русский язык «Веселую науку» Ницше и некоторые другие сочинения. Составил сборники «Песни о воле», «Повеяло весной» и другие.
Все эти сборники и переводы изданы в Москве книгоиздательством Ефимова. Временно сотрудничал в «Осколках», «Курьере», «Муравье» и «Театр и искусство».
После революции жил в селении Ольшаны под Харьковом.